# 고산면
고산면(高山面)는 대한민국 전북특별자치도 완주군의 면이다.

## 교육
- 고산초등학교 (읍내리)
- 고산동초등학교 (폐교) (소향리)
- 삼우초등학교 (어우리)
- 봉동초등학교 양화분교 (양아리)
- 고산중학교
- 고산고등학교

## 행정 구역
- 남봉리
- 삼기리
- 서봉리
- 성재리
- 소향리
- 양아리
- 어우리
- 오산리
- 율곡리
- 읍내리
- 화정리